# From Inside
Pour plus de détails, voir Fiche technique et Distribution.
From Inside est un film américain réalisé par John Bergin, sorti en 2008.

## Synopsis
Une femme enceinte doit lutter contre de nombreux fléaux.

## Fiche technique
- Titre : From Inside
- Réalisation : John Bergin
- Pays d'origine : États-Unis
- Format : Couleurs
- Genre : Animation, horreur
- Durée : 71 minutes
- Date de sortie : 2008